# NGC 2190
NGC 2190 est un amas ouvert situé dans la constellation de la Table. Il a été découvert par l'astronome britannique John Herschel en 1836.